# Работный дом
- Смотрите также другие расшифровки аббревиатуры РД .

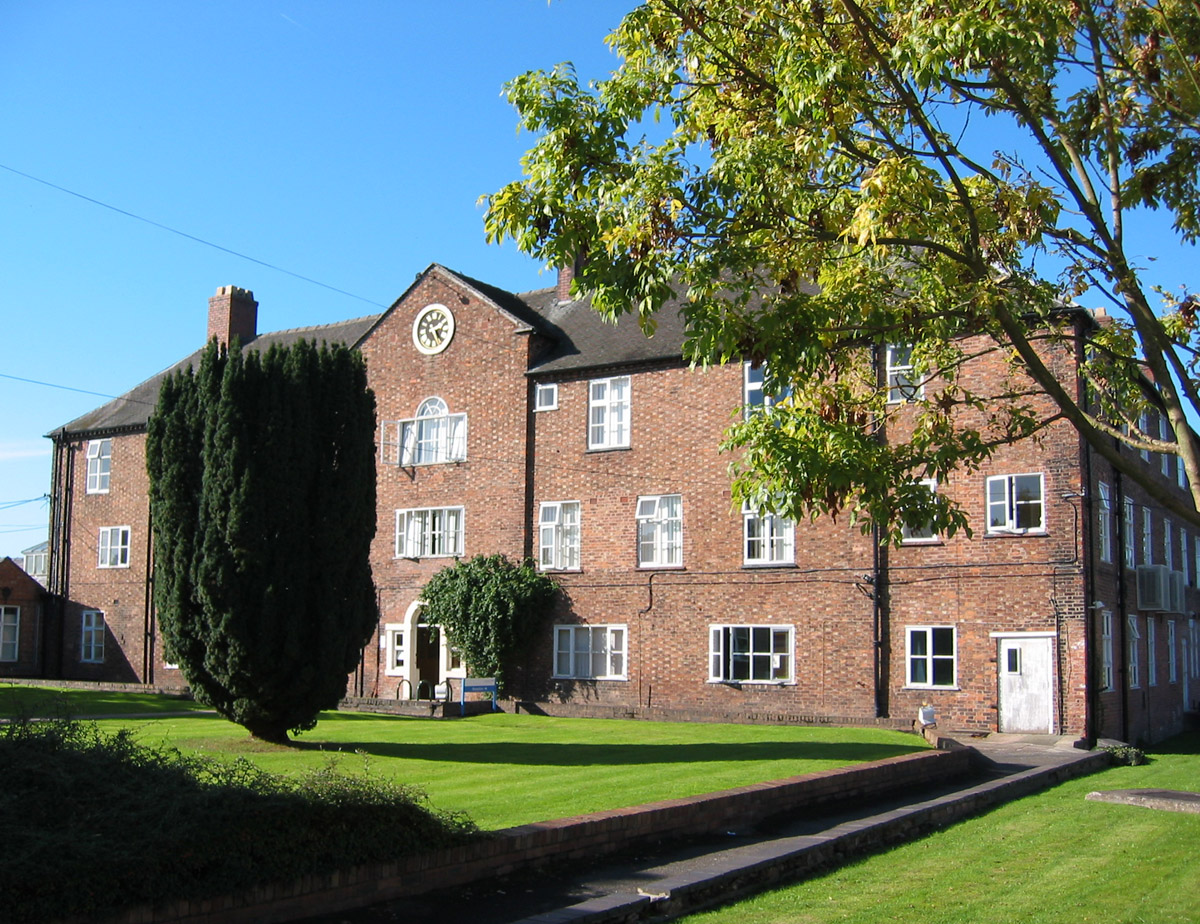
Бывший работный дом в Нантвич, с 1780 года

Работный (рабочий) дом (аббр. РД) (англ. workhouse), Дисциплинарный дом (нидерл. tuchthuis) — пенитенциарные и/или благотворительные учреждения, направленные на изоляцию и/или принуждение/стимуляцию к труду нуждающихся, мелких преступников и нищих.

## Обзор
Если первоначально работные дома создавались исключительно как одна из форм исполнения наказания, то позже из них выделилась благотворительная ветвь заведений, в которых нуждающимся предоставлялась работа, еда и кров, а страждущим предоставлялись относительно свободные условия проживания и добровольное участие в труде. Официально считается, что в Англии первый работный дом появился в 1652 году в Экзетере, хотя постройка подобного заведения упоминается ещё в записке мэра города Абингдон, датированной 1631 годом. К началу XIX столетия их строили почти в каждом большом приходе или объединении приходов.
Принудительные работные дома зачастую совмещались с тюрьмами, а добровольные — с богадельнями, приютами, образовательными и просветительскими учреждениями.
Изначально работные дома были нацелены на снижение финансовых затрат на содержание заключённых, предполагая, что они могут быть не только самоокупаемыми, но и рентабельными, приносящими прибыль. Тем не менее, в большинстве случаев, работные дома являлись дотационными учреждениями.
Работные дома создавались как государственной властью, так и частными лицами.
Их финансирование велось за счёт казны или пожертвований, или того и другого совместно.
В связи с развитием социального обеспечения в XX веке система работных домов в значительной степени утратила актуальность. Последний работный дом в Великобритании был закрыт в 1941 году.
В некоторых странах подобные заведения были отменены на законодательном уровне.
Тем не менее, подобные по сути частные и государственные учреждения под разными названиями существуют и сейчас.
В конце XX — начале XXI века аналогичные добровольным работным домам учреждения стали относить к одной из форм социального предпринимательства.

## История
В XVI веке в Европе начала широко распространяться идея создания учреждений для борьбы с мелкими воришками и профессиональными нищими, поскольку они создавали достаточно серьёзную проблему для властей в ходе обеспечения правопорядка и законности.
С одной стороны, эта идея проистекала из гуманистических соображений, так как малолетние преступники приговаривались к столь же суровому наказанию, что и взрослые.
С другой, в развитых европейских городах, где интенсивно развивался промышленный сектор, появилось обилие низкоквалифицированных вакансий, позволяющих экспериментировать с трудом.
Главным принципами их деятельности стала изоляция и принуждение к труду.
Мишель Фуко в своей монографии «История безумия в классическую эпоху» отмечал, что при капитализме нищета была бременем, имевшим свою цену: «Нищего можно приставить к машине, и он заставит её работать». Поэтому благотворителей викторианской эпохи интересовали здоровые бедняки, которыми распоряжалось начальство работного дома. Порой они даже не знали, что за их работу полагается плата, поскольку та просто не доходила до них.

### Брайдуэлл

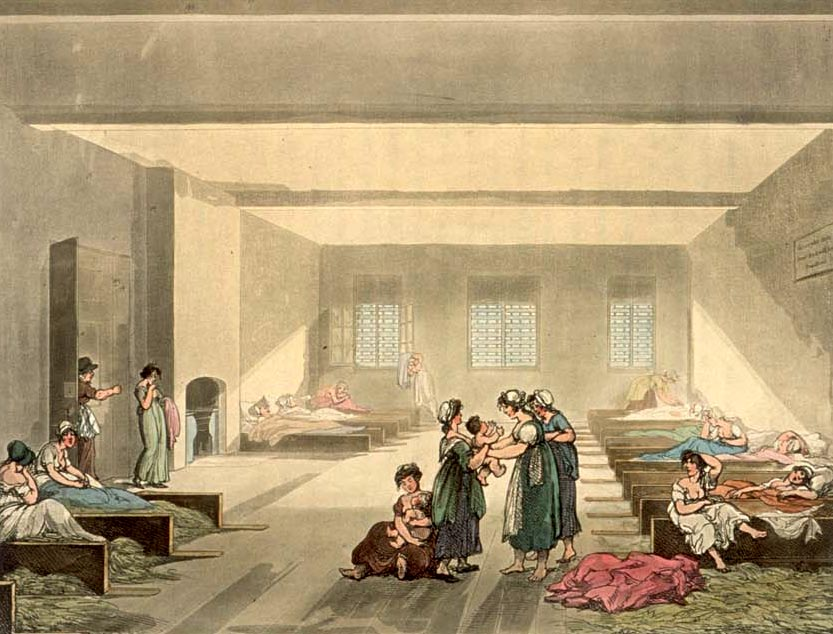
Комната посещений в Брайдуэлле.
Рисунок XVIII века

В 1553 году Эдуард VI передал замок Генриха VIII, построенный на месте средневековой гостиницы St Bride’s Inn, городу Лондону для размещения здесь бездомных детей и принудительного содержания женщин — «нарушительниц общественного порядка».
Город получил здание в полное владение в 1556 году и превратил дворец в тюрьму, больницу и работный дом, получивший название Брайдуэлл (англ. Bridewell в честь названия местности, которая получила название от колодца, посвящённого Святой Бригите).
Тюрьма известна прежде всего тем, что по воспоминаниям мемуаристов XVII века заключение в ней было «хуже смерти».
Впоследствии название Брайдуэлл стало нарицательным и использовалось для других тюрем в Лондоне, в том числе Clerkenwell Bridewell (открыт в 1615 году) и Tothill Fields Bridewell в Вестминстере.
Аналогичные учреждения по всей Англии, Ирландии и Канаде также часто именовались Брайдуэлл.

### Амстердамский дисциплинарный дом
Под влиянием Брайдуэлла и с учётом внутригосударственных социальных, экономических процессов в 1589 году городской совет Амстердама (Нидерланды) принял решение перенять английский опыт по созданию работных домов.
С этого момента было написано несколько докладов, проектов и трактатов о том, какие цели преследовать, содержание каких заключённых обеспечивать, что собой представлять и как их следует обустраивать.
В частности Себастьян Эгбертс (нидерл. Sebastiaan Egberts) отмечал, что создание подобных заведений не потребует больших затрат на обеспечение их деятельности, а содержание заключённых в них лиц не должно было стать финансовой обузой, так как они будут трудиться, что в перспективе может позволить подобным учреждениям стать рентабельными и даже приносить прибыль.
В 1595 году в Амстердаме основан, а в 1596 году открыт в перестроенных для этих целей монастыре Клариссинок дисциплинарный дом.
В отличие от Брайдуэлла туда изначально стали помещать и мелких преступников. Он сочетал в себе три учреждения — работный дом для дееспособных бедняков, дисциплинарное учреждение для не желающих добровольно работать и дом призрения инвалидов, стариков, бедных и малолетних. На воротах красовалась назидательная табличка: «Не бойся, я не мщу безнравственным, я вынуждаю доброту».
Мужской дисциплинарный дом стали называть Rusphuis, а появившийся позже женский — Spinhuis.
В течение нескольких лет после появления Amsterdams Tuchthuis многие голландские города построили аналогичные дисциплинарные дома.

### Англия

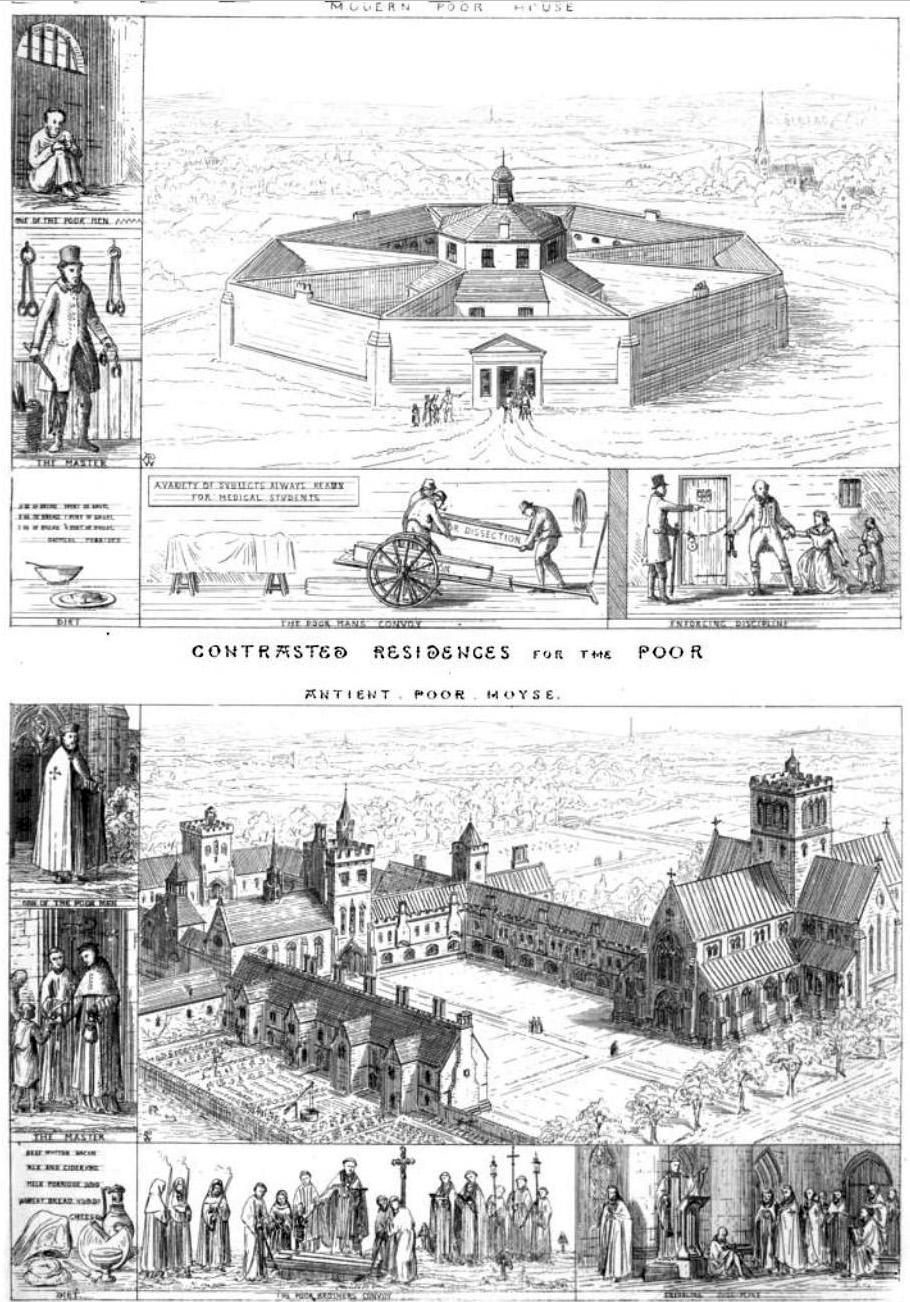
Сравнение двух планов с романтизацией «старого доброго работного дома»

В XVII веке собственный опыт в развитии Нидерландов получил широкое развитие в Англии в новой форме. Нищенствующим предоставляли оплачиваемую работу взамен на обязательное проживание в таком доме и подчинение внутреннему распорядку.
Согласно законам того времени о нищенстве, несостоятельные бедняки (пауперы) помещались в работные дома, где были обязаны трудиться.
В 1631 году мэр Абингдона сообщает о «возведении работного дома для предоставления работы обездоленным».
В 1652 году первый достоверно известный классический работный дом появился в Эксетере.

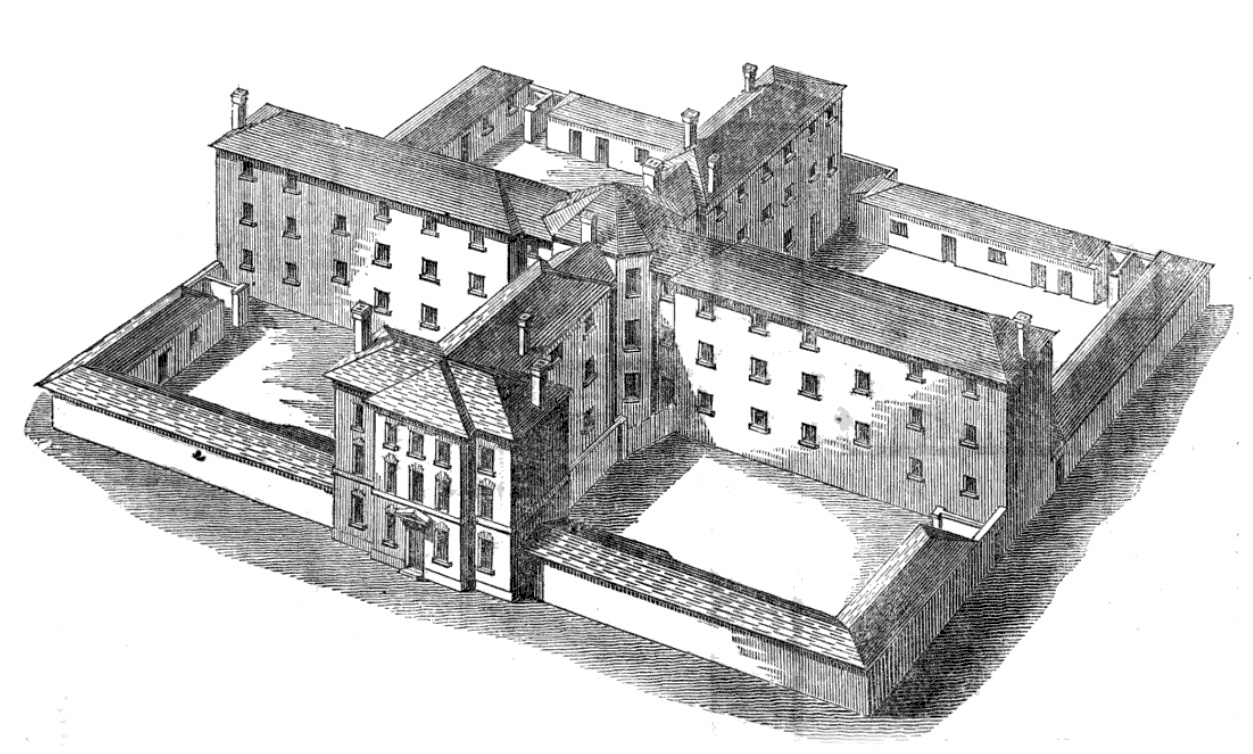
Внешний вид здания работного дома в Англии

Позже по «закону о бедных» 1834 года, запретившего пособия, в работные дома принудительно помещались все обращавшиеся за общественной помощью.
Внутренний порядок работных домов мало чем отличался от тюрем: мужчины, женщины и дети находились отдельно друг от друга, в них существовал жёсткий режим, система наказаний, включающая телесные, помещения в карцеры и ограничения в еде. Рацион на неделю составлял один килограмм хлеба, полкило картофеля, триста граммов пудинга и полтора литра молочной каши на человека. За любой проступок паёк сокращали наполовину.
Новых постояльцев осматривал врач, отделяя здоровых от больных. Затем вновь прибывших мыли под сильной струёй холодной воды, обривали голову и выдавали униформу серого цвета (хотя, например, в работном доме в Нерсборо (Норт-Йоркшир), одежду дезинфицировали при высокой температуре, и выдавали обратно на следующий день, однако многие постояльцы всё равно рвали её, за что подвергались наказанию в виде 2 недель каторжных работ в местных тюрьмах). Незамужним матерям в знак позора на одежду нашивали жёлтую полосу. После этого разделяли семьи, не позволяя матерям видеть детей и даже общаться братьям и сёстрам. На ночь мужчины-постояльцы носили ночные рубашки из грубых тканей и универсального размера, поскольку они носились вне зависимости от комплекции постояльцев.
Условия содержания в работных домах неоднократно становились причиной скандалов (например, Андоверский скандал или Скандал в Хаддерсфилде).
Чартисты включили требование ликвидации работных домов в петицию 1842 года, однако они продолжали существовать до 1930-х годов. Последний из них был закрыт в 1941 году.
«Сначала работник переселяется из хорошего помещения в плохое. Потом он мало-помалу продаёт мебель, платье, вещицы, приобретённые в хорошие времена. Затем он идёт просить общественной помощи. Но перед тем, как сделать последний шаг, потерявший работу испытывает все муки голода. Прежде чем пойти в работный дом, человек должен вытравить в себе self-respect, самоуважение, на котором держится английская культура», — написал командированный в Лондон в 1896 году газетой «Русские ведомости» Исаак Владимирович Шкловский.
Акушерка и медсестра Дженифер Уорт, работавшая с беднейшими лондонцами, рассказывала о массовых случаях рахита у детей из работных домов: «Кости туловища деформировались, длинные кости ног подкашивались и сгибались под весом верхней части тела. В подростковом возрасте, когда рост прекращался, кости застывали в таком положении. Даже сегодня, в XX веке, ещё можно увидеть невысоких древних стариков, ковыляющих на своих вывернутых наружу ногах. Это немногие выжившие храбрецы, всю жизнь преодолевавшие последствия бедности и лишений своего детства почти вековой давности».
В конце XIX века в работный дом попала семья Чарлза Чаплина: его мать, он сам и его брат Сидни. Их мать думала, что скоро сможет выбраться, однако в тяжёлых условиях сошла с ума и была помещена в психиатрическую лечебницу. Чаплин смог вызволить её оттуда только в 1921 году.

### Россия
В России идея принуждения к труду в специализированных учреждениях впервые появляется на законодательном уровне в 1721 году в регламенте главному магистрату, направленном Петром I, в котором император постановляет учредить смирительные дома для «содержания в постоянной работе людей непотребного и невоздержного жития».
Однако на тот момент эта идея не получила заметного практического воплощения и начала реализовываться лишь в конце XVIII века.
Подход к организации работных домов в России в период их массового распространения в конце XIX — начале XX века приводится экспертами в качестве исторических примеров социального предпринимательства.
До этого, начиная с Ивана IV Грозного, впервые озаботившегося этой проблемой на уровне законотворчества, забота о нищих и бродягах перекладывалась на монастыри.
Только в 1775 году императрица Екатерина II издала указ, имевший реальное практическое продолжение, обязав московского обер-полицмейстера Архарова создать работный дом, куда следовало принудительно помещать «молодых ленивцев», чтобы они получали «пропитание работой».
В том же году «Учреждение о губерниях» поручает устройство работных домов вновь созданным приказам общественного призрения: «…в оных домах дают работу, а по мере работы пищу, покров, одежду или деньги… принимаются совершенно убогие, кои работать могут и сами добровольно приходят…»
Вслед за Москвой работные дома в России появились ещё в Красноярске и Иркутске и просуществовали до 1853 года.
Указом Сената от 31 января 1783 года было предписано открыть работные дома во всех губерниях и направлять туда «обличенных в краже, грабеже и мошенничестве»
В 1785 году московский работный дом объединили со смирительным домом для «буйных ленивцев», на базе которого в 1870 году возникла городская исправительная тюрьма «Матросская тишина».
В 1836 году на пожертвование купца Чижова был приобретён просторный «театральный» дом напротив Юсуповского дворца в Большом Харитоньевский переулке, № 24, в котором в 1837 году был создан так называемый «Юсупов Работный дом».
Подход к работным домам в России несколько раз изменялся в сторону ужесточения и послабления.
Так, 15 августа 1846 года Николай I подписал Уложение о наказаниях уголовных и исправительных — первый уголовный кодекс в истории России. Составители уложения о наказаниях определили «рабочий дом» как наказание, соответствующее для не изъятых от телесных наказаний ссылке на поселение в отдалённые, кроме сибирских, губернии.

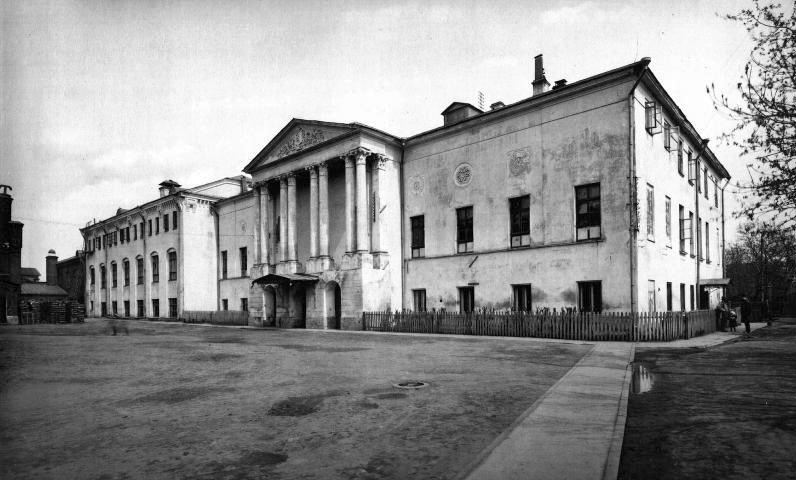
Здание Рукавишниковского приюта в 1913 году

В 1865 году утверждается устав «Общества поощрения трудолюбия», учредителями которого были Александра Стрекалова, С. Д. Мертваго, Е. Г. Торлецкая, С. С. Стрекалов, С. П. Яковлев, П. М. Хрущов.
Председательницей выбрали Александру Стрекалову (урождённая княжна Касаткина-Ростовская; 1821—1904). С 1868 года Общество поощрения трудолюбия вошло в Ведомство Императорского Человеколюбивого общества.
Впоследствии «Общества поощрения трудолюбия» реорганизовалось в первый в России исправительно-воспитательный детский приют, директором которого стал Николай Рукавишников.
10 октября 1882 года настоятелем Андреевского собора отцом Иоанном и лютеранином бароном Отто Буксгевденом был открыт Дом трудолюбия в Кронштадте, ставший одним из наиболее ярких примеров, изменивших подход к подобным заведениям в России, фактически приведших к распространению новой практики по всей стране в форме домов трудолюбия.
В 1893 году Александра Стрекалова учредила благотворительное общество «Московский муравейник», целью которого было оказание помощи беднейшим женщинам путём предоставления им работы.
После «Общества поощрения трудолюбия», «Дома трудолюбия в Кронштадте» и «Московского муравейника» словосочетание «работный дом» для описания «трудовой благотворительности» в России стало выходить из обращения и ему на смену прошло понятие «дом трудолюбия». Тем не менее созданный до этого «второй московский работный дом», преследовавший в большей степени гуманитарные цели, сохранил своё название вплоть до XX века.